# Pyytilampi
Pyytilampi är en sjö i Finland. Den ligger i kommunen Kontiolax i landskapet Norra Karelen, i den sydöstra delen av landet, 400 km nordost om huvudstaden Helsingfors. Pyytilampi ligger 120,1 meter över havet. I omgivningarna runt Pyytilampi växer i huvudsak blandskog. Den är 5,3 meter djup. Arean är 53,9 hektar och strandlinjen är 4,73 kilometer lång. Sjön  ingår i Vuoksens huvudavrinningsområde. 